# Casa Museo Lope de Vega
A Casa Museo Lope de Vega (Lope de Vega Emlékmúzeum) Madridban a Cervantes utca (calle Cervantes) 11. szám alatt található a Barrio de las Letrasban (irodalmi negyedben).

## Története
Az épület egy tipikus XVI.-XVII. századi madridi lakóház, amelyet valószínűleg 1578 körül építhettek. A költő élete utolsó huszonöt évét töltötte itt. 1610-ben vásárolta meg 9000 realesért, és második feleségével, Juana Guardóval, lakott itt egészen 1635-ös haláláig. Az ingatlant az egyik lánya, majd az unokája örökölte, aki 1674-ben eladta azt. Számos tulajdonos kezén megfordult az épület, míg 1929-ben az akkori tulajdonosa, Antonio García de Cabrejo, alapítványt hozott létre benne: árva lányokat tanított csipkeverésre. Halála után, örökösei nem lévén, a Real Academia Españolára (Spanyol Királyi Akadémiára) szállt a ház, aki a mai napig birtokolja az épületet, és amely a Lope de Vega Emlékmúzeum létrehozásáról döntött.
1935-ben avatták fel a múzeumot, miután felújították. Ugyanebben az évben Nemzeti Műemlékké nyilvánították (Monumento Nacional). 1973 és 1975 újabb felújítás kezdődött Fernando Chueca Goitia felügyelete alatt, aki számos helyiséget átalakított: az oratóriumot, az estradót (tipikus XVI.-XVII. századi spanyol szobabelső, amely mór hatásokat mutat), az ebédlőt, a konyhát, a költő dolgozó- és hálószobáját, a lányai hálószobáit a földszinten; az emeleten a vendégszobákat és a személyzeti szobákat. Lope de Vegának volt egy kis kertje, amelyet gyakran emleget verseiben, és amelyet szintén újjáépítettek. Néhány a költő tulajdonát képező tárgyat, amelyet a közeli trinitárius zárdában (convento de Trinitarias) őriztek, ahol a költő egyik lánya (Marcela de San Félix) volt apáca, az apácák az emlékmúzeumnak adományoztak. Számos festmény is megtekinthető a múzeumban, amelyeket a Prado adott kölcsön valamint a XVII. századi bútorzat a Fundación García Cabrejótól (García Cabrejo Alapítványtól) származik.
1990 és 1992 között újabb felújítás történt.

## Látogatás
A múzeumban csoportos látogatásokra (legfeljebb tíz személy) van lehetőség idegenvezető irányításával. Telefonon vagy elektronikus postán lehet ezekre jelentkezni. Az idegenvezetés minden félórában indul és körülbelül 35 percet tart. Az utolsó látogatás 17 órakor kezdődik. A spanyol mellett, angol, francia és olasz idegenvezetés is van.

## Fordítás
Ez a szócikk részben vagy egészben  a   Casa-Museo de Lope de Vega című spanyol Wikipédia-szócikk ezen változatának fordításán alapul.  Az eredeti cikk szerkesztőit annak laptörténete sorolja fel. Ez a jelzés csupán a megfogalmazás eredetét és a szerzői jogokat jelzi, nem szolgál a cikkben szereplő információk forrásmegjelöléseként.